# 八王子市立高嶺小学校
八王子市立高嶺小学校（はちおうじしりつ たかねしょうがっこう）は、東京都八王子市北野台にある公立小学校。

## 概要
「地域と共に育てる高嶺っ子」を大切に、地域の豊かな自然とのふれあいや公園、資料館などの活用により、地域を愛する心やその文化、歴史に関心をもつ児童の育成を目指している。　

### 学級規模
生徒数は1学年51名、2学年53名、3学年46名、4学年49名、5学年40名、6学年53名　合計292名である（2023年1月1日現在）。

### 小中一貫教育
八王子市の小中一貫教育の方針に則り、 八王子市立中山中学校・八王子市立中山小学校との授業研究を中心にした教員の研究を進める中で、教員の連携・協力を深めながら、義務教育9年間を見通した小中一貫教育を推進し、家庭・地域社会の信頼に応える教育を行っている。また、小学校の運動会や中学校の体育祭に相互に参加し合ったり、小学校の文化的行事に中学生が参加したりするなど、児童・生徒の交流を進めている。

## 沿革
- 1978年（昭和53年）4月 - 新設校「高嶺小学校」として開校
- 1980年（昭和55年）11月 - 増築校舎完成し、プレハブ校舎を取り除く
- 2005年（平成17年）8月 - 校舎耐震工事完了
- 2012年（平成24年）10月 - 体育館耐震工事終了

## 教育目標
人間尊重の精神に基づき、知、徳、体の調和のとれた心豊かな児童の育成を図るとともに、自主性・創造性に富み、社会連帯意識と国際的視野をもった児童の育成を目指す。以下の最初の一文字をとると「たかね」となり、高嶺っ子の大きな目標としている。
- た - 助け合う、思いやりのある子
- か - 考えを深め、自分から学ぶ子
- ね - ねばり強く、最後までやりぬく子

## 通学区域
通学区域一覧・通学区域図（学校別） - 八王子市教育委員会

## 進学先中学校
- 八王子市立中山中学校

## 交通アクセス
- 横浜線片倉駅より徒歩26分
- バス 
  - 京王線「北野駅北口」から、「西武北野台」・「片倉台」・「八王子みなみ野駅」行きに乗り「公園前」下車徒歩1分
  - 横浜線八王子みなみ野駅から、「北野駅北口」・「八王子駅南口」・「片倉台」行きに乗車、「公園前」停留所下車徒歩1分